# USS New Jersey (SSN-796)
El USS New Jersey (SSN-796) será un submarino nuclear de ataque de la clase Virginia Bloque IV de la Armada de los Estados Unidos. El secretario de Marina, Ray Mabus, anunció el nombre el 25 de mayo de 2015, en una ceremonia en Jersey City, Nueva Jersey.
La construcción del New Jersey alcanzó la finalización del casco a presión en febrero de 2021. El hito de la construcción significa que todas las secciones del casco del submarino se han unido para formar una sola unidad hermética. Fue bautizado el 13 de noviembre de 2021 y botado el 14 de abril de 2022. El New Jersey es el primer submarino de ataque de la Marina de los EE. UU. diseñado para una tripulación mixta. Las primeras mujeres submarinas en la Marina de los EE. UU. estaban en submarinos de misiles balísticos, como el USS Wyoming (SSBN-742), en 2011.
New Jersey se entregará a la Marina a fines de 2023 y se pondrá en servicio en 2024.